# Santa Maria do Herval
Santa Maria do Herval är en kommun i Brasilien.   Den ligger i delstaten Rio Grande do Sul, i den södra delen av landet, 1 600 km söder om huvudstaden Brasília. Antalet invånare är 6 053.
I omgivningarna runt Santa Maria do Herval växer i huvudsak städsegrön lövskog. Runt Santa Maria do Herval är det tätbefolkat, med 308 invånare per kvadratkilometer.